# Bengt Samuelsson
Bengt Samuelsson  (Halmstad, 21 de mayo de 1934-Estocolmo, 5 de julio de 2024), fue un bioquímico sueco. Estudió Medicina en el Instituto Karolinska de Estocolmo, donde ha sido profesor ayudante de Química. Trabajó en el departamento de química de la Universidad Harvard, en 1978 fue decano de la Facultad de Medicina de la Universidad de Estocolmo.
Obtuvo el Premio Nobel de Fisiología o Medicina en 1982, compartido con Sune Karl Bergström y John Robert Vane por sus trabajos sobre las prostaglandinas.

## Premios y honores
En 1975 recibió, junto con Sune K. Bergström, el premio Louisa Gross Horwitz de la Universidad de Columbia. Fue elegido miembro extranjero de la Royal Society (ForMemRS) en 1990.